# Robusta lionata
La robusta lionata è una razza sintetica italiana di pollo a duplice attitudine, selezionata nel 1965 presso la Stazione sperimentale di pollicoltura di Rovigo. Si tratta di un pollo medio-pesante, di colorazione fulva a coda nera. Questa razza è stata riconosciuta ufficialmente dalla Federazione Italiana delle Associazioni Avicole (FIAV) nel 2022. Esposta per la prima volta ai Campionati Italiani di Aprilia nel 2023, giudicata dal Giudice federale Dr. Federico Vinattieri.

## Origini
La razza fu selezionata nel 1965 a Rovigo, presso la Stazione sperimentale di pollicoltura, utilizzando Orpington fulva e White America.

## Caratteristiche morfologiche
La razza è il tipico pollo a duplice attitudine presenta, tarsi e pelle gialli intenso, cresta semplice di medie dimensioni ed orecchioni rossi. Risulta meno massiccia dell'Orpington ma e molto più rustica e sobria nelle esigenze alimentari. A 4 mesi di età le pollastre e i galletti raggiungono il peso di 1.9-2 kg. I galli raggiungono i 4-4.4 kg, mentre le galline pesano mediamente 3-3.3 kg.

## Qualità
Annualmente una femmina depone 160-170 uova con guscio roseo e dal peso di 55-60 g. Durante la selezione si è poi deciso di non eliminare l'istinto alla cova che può risultare di una certa utilità in un allevamento di tipo rurale.